# كازال تشرميلي
كازال تشرميلي (بالإيطالية: Casal Cermelli)‏ هي بلدية في مقاطعة ألساندريا في إقليم بييمونتي في إيطاليا.

## السكان
في سنة 1861 بلغ عدد السكان 1٬747 نسمة، وتطور العدد ليصل في سنة 2011 لـ 1٬235 نسمة.
يظهر هذا المخطط البياني تطور النمو السكاني لـ كازال تشرميلي